# 笛吹市
笛吹市（日语：／ Fuefuki shi */?）為山梨縣甲府盆地中央地區的一個市。成立于2004年10月12日，由東八代郡與東山梨郡6町村合併而成。

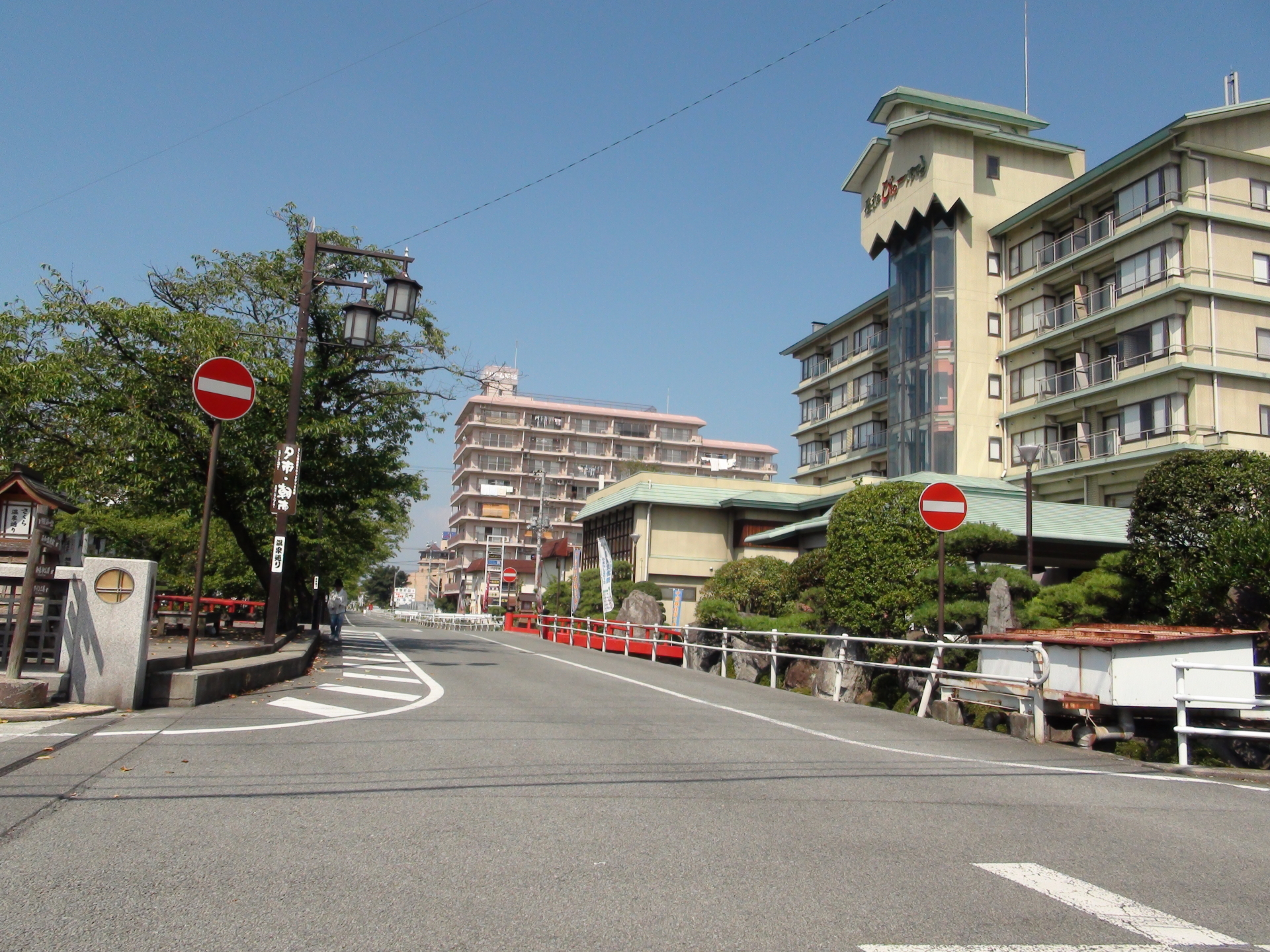
石和溫泉街

## 地理
- 山：御坂山塊、秩父山地
- 河川：笛吹川、日川、金川、淺川、境川

- 土地利用状況
  - 住宅地：14.1km²（8.5％）
  - 農用地：37.1km²（22.5％）
  - 森林等：83.8km²（50.9％）

### 相鄰的自治体
- 甲府市
- 山梨市
- 甲州市
- 大月市
- 南都留郡富士河口湖町

## 历史
- 2004年10月12日 - 東八代郡石和町、御坂町、一宮町、八代町、境川村及東山梨郡春日居町合併，笛吹市成立。
- 2006年8月1日 - 東八代郡蘆川村編入。

## 經濟

### 主要產業
- 農業
  - 果樹（桃、葡萄、柿子）
  - 花卉（玫瑰、菊）
- 觀光
  - 石和温泉
  - 金川之森
- 酒造
  - 甲州葡萄酒

### 產業人口
（2000年）
- 總計：38,725人
- 第1產業：8,046人（20.8％）
- 第2產業：9,582人（24.7％）
- 第3產業：21,025人（54.3％）

## 友好城市
- 法國 尼伊圣乔治

- OpenStreetMap上有關笛吹市的地理